# Chính sách thị thực của Tajikistan
Du khách đến Tajikistan phải xin thị thực từ một trong những phái bộ ngoại giao Tajikistan trừ khi họ đến từ một trong những quốc gia được miễn thị thực hoặc có thể xin thị thực điện sử hoặc thị thực tại cửa khẩu (tại sân bay Dushanbe.

## Bản đồ chính sách thị thực

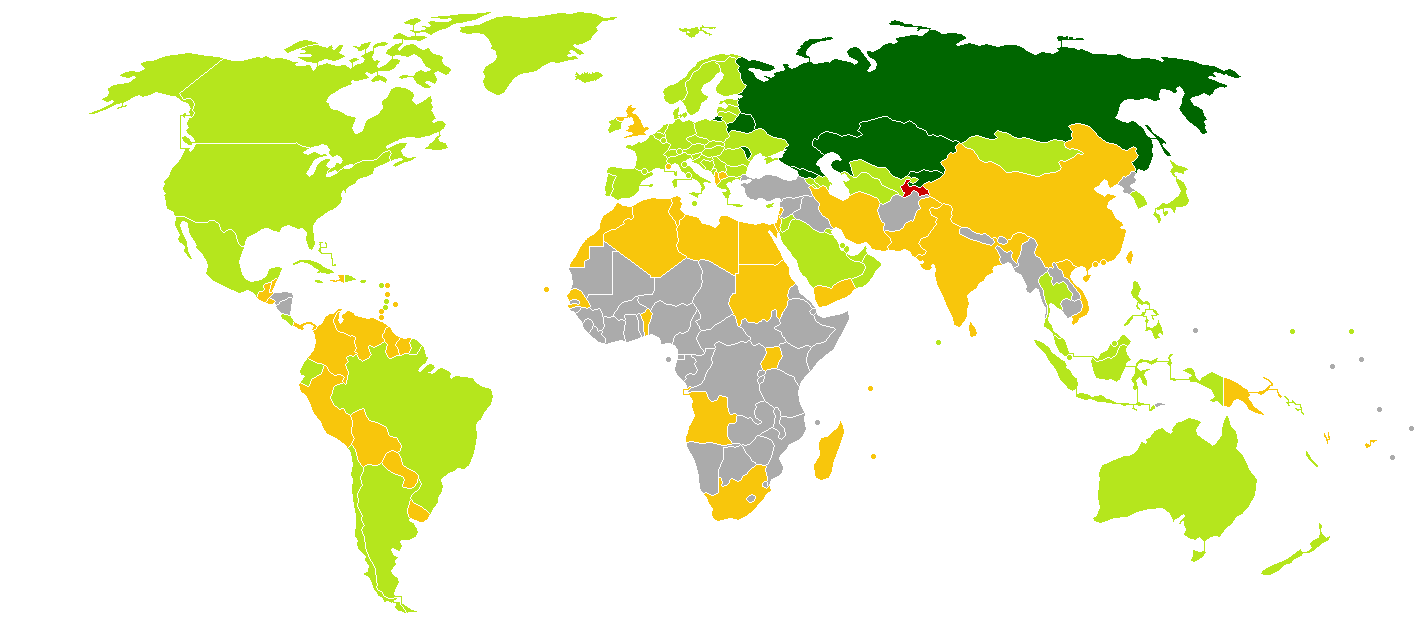
Chính sách thị thực Tajikistan

## Miễn thị thực
Công dân của 9 quốc gia sau được miễn thị thực đến Tajikistan:
| - Armenia (90 ngày) - Azerbaijan (90 ngày) - Belarus - Gruzia - Kazakhstan | - Kyrgyzstan - Moldova - Nga - Ukraina (90 ngày) |  |

| Ngày thay đổi thị thực |
| --- |
| Danh sách này không đầy đủ, bạn cũng có thể giúp mở rộng danh sách. - Armenian, Azerbaijani, Belarusian, Gruzia, Kazakhstani, Kyrgyzstani, Moldovan, Nga và Ukrainia chưa bao giờ cần thị thực để đến Tajikistan Đã hủy bỏ: - Turkmenistan - 11 tháng 9 năm 2000: Uzbekistan |

Công dân Trung Quốc sở hữu hộ chiếu làm việc công được miễn thị thực tối đa 30 ngày.
Người sở hữu hộ chiếu ngoại giao hoặc công vụ của Brunei,Trung Quốc, Hungary, Iran, Triều Tiên, Romania, Hàn Quốc và người sở hữu hộ chiếu ngoại giao của Afghanistan, Turkmenistan và Uzbekistan không cần thị thực để đến Tajikistan.
Tajikistan dự kiến miễn thị thực với công dân  Uzbekistan lên đến 30 ngày.

## Thị thực điện tử
Tajikistan bắt đầu sở dụng hệ thống thị thực điện tử vào ngày 1 tháng 6 năm 2016. Thị thực điện tử có thể được sử dụng tại bất cứ điểm kiểm tra biên giới nào, và được cấp với mục đích du lịch và công tác.
Người sở hữu hộ chiếu của 80 quốc gia và vùng lãnh thổ sau có thể xin thị thực điện tử nhập cảnh 1 lần hoặc nhiều lần với phí 50 đô la Mỹ trước khi nhập cảnh và ở lại tối đa 45 ngày trong vòng 90 ngày:
| - Tất cả công dân Liên minh Châu Âu \| - Algeria - Andorra - Argentina - Úc - Bahrain - Brasil - Brunei - Canada - Chile - Trung Quốc - Cuba - Ai Cập - Hồng Kông - Iceland - Ấn Độ - Indonesia - Iran - Israel \| - Nhật Bản - Jordan - Kuwait - Liban - Liechtenstein - Macao - Malaysia - Mexico - Monaco - Mông Cổ - Maroc - New Zealand - Na Uy - Oman - Pakistan - Philippines - Qatar - Ả Rập Xê Út \| - Senegal - Singapore - Nam Phi - Hàn Quốc - Thụy Sĩ - Đài Loan - Thái Lan - Tunisia - Thổ Nhĩ Kỳ - Turkmenistan - Các Tiểu vương quốc Ả Rập Thống nhất - Hoa Kỳ - Uzbekistan - Thành Vatican - Venezuela - Việt Nam - Yemen \| \| | | |  |
| - Algeria - Andorra - Argentina - Úc - Bahrain - Brasil - Brunei - Canada - Chile - Trung Quốc - Cuba - Ai Cập - Hồng Kông - Iceland - Ấn Độ - Indonesia - Iran - Israel | - Nhật Bản - Jordan - Kuwait - Liban - Liechtenstein - Macao - Malaysia - Mexico - Monaco - Mông Cổ - Maroc - New Zealand - Na Uy - Oman - Pakistan - Philippines - Qatar - Ả Rập Xê Út | - Senegal - Singapore - Nam Phi - Hàn Quốc - Thụy Sĩ - Đài Loan - Thái Lan - Tunisia - Thổ Nhĩ Kỳ - Turkmenistan - Các Tiểu vương quốc Ả Rập Thống nhất - Hoa Kỳ - Uzbekistan - Thành Vatican - Venezuela - Việt Nam - Yemen |  |

Người vô quốc tịch từng là công dân Tajikistan cũng có thể xin thị thực điện tử.
Cùng với thị thực điện tử, du khách cũng có thể xin giấy phép đến Vùng tự trị Gorno-Badakhshan với phí 20 đô la Mỹ.

## Thị thực tại cửa khẩu
Những người có thể xin thị thực điện tử, trừ công dân các quốc gia sau có thể xin thị thực tại cửa khẩu tại sân bay quốc tế Dushanbe để ở lại tối đa 45 ngày:
| - Trung Quốc - Hong Kong - Ấn Độ - Iran - Macao - Pakistan - Senegal - Đài Loan - Uzbekistan |

## Gorno-Badakhshan
Cần có giấy phép đặc biệt để được phép đến vùng tự trị Gorno-Badakhshan.